# Tatiana
Tatiana est un prénom féminin russe d'origine latine, diminutif féminin du nom latin Tatius. C'est un prénom fréquemment utilisé en Russie et dans les pays du Sud et du centre de l'Afrique[réf. nécessaire].

## Origines
Titus Tatius, est le nom d'un roi des Sabins, peuple voisin de Rome, au viiie siècle av. J.-C.
Les Romains ayant ensuite absorbé les Sabins, Tatius demeura utilisé durant l'Antiquité et les premiers siècles de la chrétienté, ainsi que son diminutif Tatianus et son féminin Tatiana. 
Il disparut ensuite de l'usage en Europe occidentale, mais fut conservé dans le monde hellénique puis orthodoxe, d'où son succès en Russie.
Tatianus est devenu Tatien en français.

## Variantes
En français les variantes peuvent être Tatianna, Tatyanna ou plus rarement Tatienne.
Et comme diminutifs Tania ou Tanya.
En variantes non francophones, l'on rencontre :
- Allemand : Tatjana
- Anglais : Tatiana, diminutif : Tanya
- Hongrois : Tatjána
- Italien : Tatiana, Taziana
- Japonais : タチアナ
- Néerlandais : Tatjana
- Norvégien : Tatjana
- Occitan : Tatianà[1]
- Polonais : Tacjana
- Roumain : Tatiana, diminutif : Tania
- Russe : Татьяна (Tat'yana), diminutif : Таня (Tanya), Tanychka, Tanetchka, Tat'yanka.
- Slovaque : Tatiana, diminutif : Táňa
- Slovène : Tatjana, diminutif : Tanja, variante : Tatiana, Tatijana, Tatja, Tatjanca, Tia, Tiana, Tija, Tijana, Tjaša
- Tchèque : Taťána, diminutif : Táňa
- Ukrainien : Тетяна (Tetiana; Tetyana)
- Arabe : تتيانا

## Autres

### Sainte chrétienne
- Sainte Tatiana est fêtée le 12 janvier[2].

### Artiste
- Tatiana Palacios Chapa, surnommée « La Reine des Enfants », est une chanteuse et actrice mexicaine.

### Personnage de littérature
- Tatiana, personnage d'Eugène Onéguine, roman en vers d'Alexandre Pouchkine.

### Personnalités

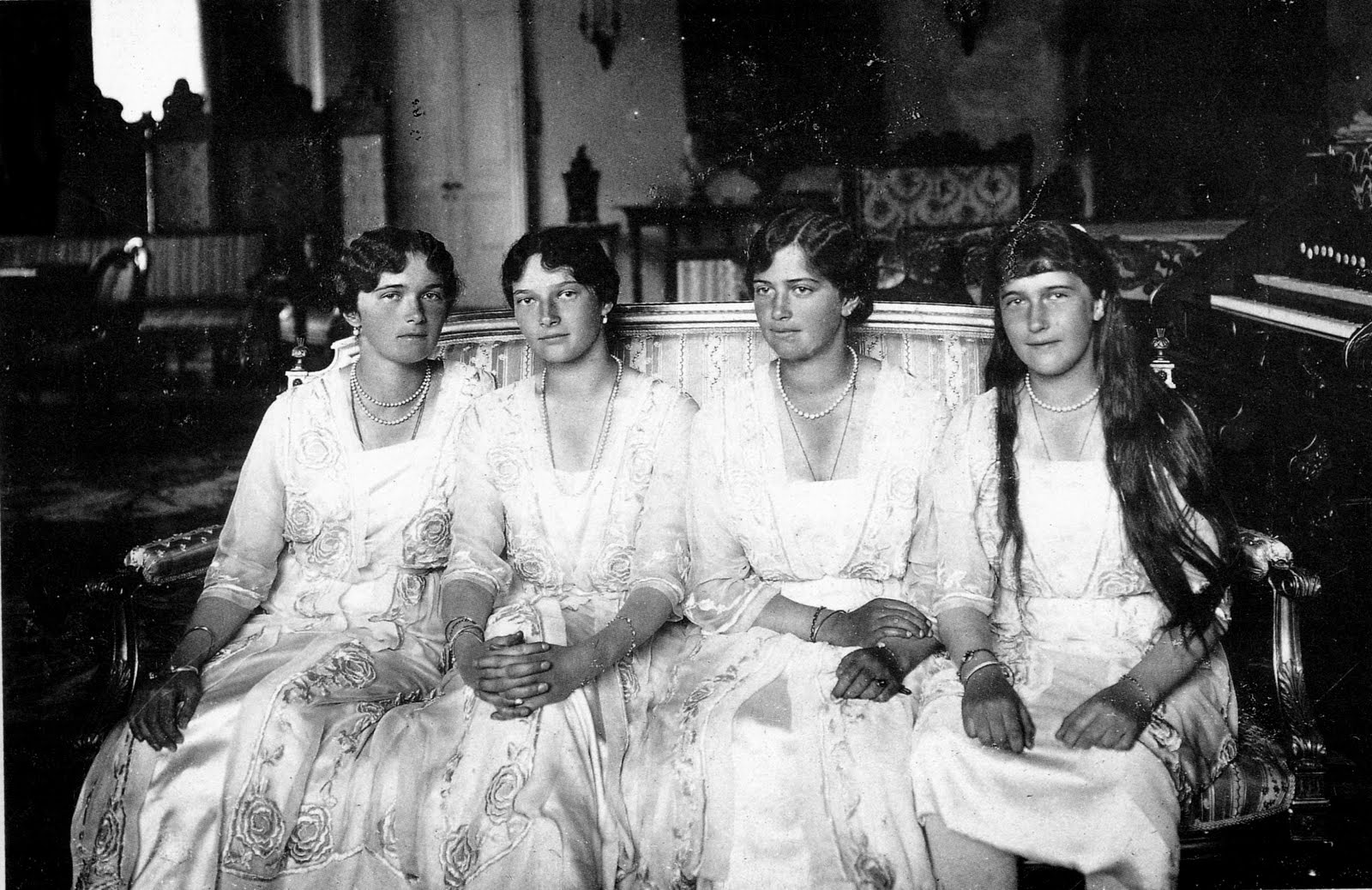
Les quatre filles du tsar peu avant la révolution. La grande-duchesse Tatiana est la seconde en partant de la gauche.

- Tatiana Nikolaïevna de Russie, grande-duchesse de Russie (1897-1918), fille cadette du tsar Nicolas II de Russie (photographie jointe) ;
- Tatiana Auguste, femme politique canadienne,
- Tatiana Everstova (1965-), réalisatrice russe,
- Tatiana de Rosnay (1961-), écrivaine française,
- Tatiana Silva (1985-) présentatrice et humanitaire belge.

### Voilier
- Tatjana : nom du Wyvern entre 1909 et 1924.